# Falkirk F.C.
Falkirk Football Club – klub piłkarski z siedzibą w Falkirk w Szkocji, grający w Scottish Premiership. Przydomek klubu to „The Bairns”, a główna barwa – niebieski. Falkirk gra mecze na Falkirk Stadium, posiadającym 8000 krzesełek. Co sezon Falkirk walczy o utrzymanie w lidze, a rozgrywki 2009/10 były dla nich bardzo udane – klub awansował do półfinału Pucharu Ligi Szkockiej i finału Pucharu Szkocji. The Bairns w obu meczach przegrali z Rangers, ale w kolejnym sezonie, po raz pierwszy w historii, reprezentowali Szkocję w Lidze Europejskiej, gdzie musieli uznać wyższość FC Vaduz.
Największym rywalem Falkirk jest lokalny rywal – East Stirlingshire, występujący w Third Division.

## Sukcesy
- Puchar Szkocji (2): 1912/13, 1956/57;
- Scottish Challenge Cup (4): 1993, 1997, 2004, 2012.

## Menedżerowie
- John Fleming (?–1878)
- George Richardson (1878–1882)
- Robert Bishop (1882–1886)
- David Moffat (1886–1888)
- Robert Bishop (1888–1891)
- Thomas Waugh (1891–1892)
- Thomas Hamilton (1892)
- Murdoch McIntyre (1893)
- Robert Bishop (1893–1896)
- David Walker (1896–1898)
- Charles Napier (1898–1900)
- William Nicol (1900–1924)
- David Reid (1924–1927)
- John Richardson (1927–1932)
- William Orr (1932–1935)
- John Marsha (1935)
- Tully Craig (1935–1950)
- Bob Shankly (1950–1957)
- James McPhie  (1957)
- Reg Smith (1957–1959)
- Tommy Younger (1959–1960)
- Alex McCrae (1960–65)
- Samuel Kean (1965–1966)
- John Prentice (1966–1968)
- Jim Rowan (1968)
- Willie Cunningham (1968–1972)
- John Prentice (1973–1975)
- Ronnie McKenzie (1975)
- George Miller  (1976–1978)
- Billy Little (1977–1979)
- John Hagart (1979–1982)
- John Bennie (1982)
- Alex Totten (1982–1983)
- Gregor Abel (1983)
- Bob Shaw  (1983)
- Billy Lamont (1983-87)
- Dave Clarke  (1987–1988)
- Jim Duffy  (1988–1989)
- Dom Sullivan (1989)
- Billy Lamont (1989–1990)
- Dom Sullivan (1990)
- Jim Jefferies (1990–1995)
- John Lambie (1995–1996)
- Gerry Collins  (1996)
- Eamonn Bannon (1996)
- Alex Totten (1996–2002)
- Ian McCall (2002–2003)
- John Hughes i Owen Coyle (2003)
- John Hughes  (2003–2009)
- Eddie May  (2009–2010)
- Steven Pressley (Od 2010)

## Skład na sezon 2011/2012
| Nr | Poz. | Piłkarz                       |
| -- | ---- | ----------------------------- |
|    | BR   | Michael McGovern              |
|    | BR   | Graham Bowman                 |
|    | OB   | Darren Dods                   |
|    | OB   | Rhys Bennett (wyp. z Boltonu) |
|    | OB   | Tam Scobbie                   |
|    | OB   | Kieran Duffie                 |
|    | OB   | Stephen Kingsley              |
|    | OB   | Murray Wallace                |
|    | OB   | Steven Brisbane               |
|    | PO   | Blair Alston                  |

| Nr | Poz. | Piłkarz             |
| -- | ---- | ------------------- |
|    | PO   | Jay Fulton          |
|    | PO   | Dale Fulton         |
|    | PO   | Mark Millar         |
|    | PO   | Stewart Murdoch     |
|    | NA   | Farid El Allagui    |
|    | NA   | Kallum Higginbotham |
|    | NA   | David Weatherston   |
|    | NA   | Craig Sibbald       |
|    | NA   | Ally Graham         |

## Europejskie puchary
Legenda do wszystkich tabel:
- Q – runda eliminacyjna, 1/16, 1/8, 1/4, 1/2 – odpowiednia faza rozgrywek, Grupa – runda grupowa, 1r gr – pierwsza runda grupowa, 2r gr – druga runda grupowa, F – finał, R – runda, PO – play-off
- k. – rzuty karne, los. – losowanie, Dogr. – dogrywka, w. – zasada bramek strzelonych na wyjeździe

| Sezon   | Rozgrywki   | Runda | Przeciwnik | Dom | Wyjazd | Ogólnie    |
| ------- | ----------- | ----- | ---------- | --- | ------ | ---------- |
| 2009/10 | Liga Europy | 2Q    | Vaduz      | 1–0 | 0–2    | 1–2, Dogr. |